# Storøya (Spitsbergen)
Storøya is een onbewoond eiland in de Noordelijke IJszee, gelegen in de eilandengroep Spitsbergen. Storøya heeft een oppervlakte van 56 km², waarvan het zuidelijke deel een gletsjer is. Het eiland vormt een onderdeel van het Natuurreservaat Noordoost-Spitsbergen.